# Guillermo G. Cano
Guillermo Gregorio Cano (Mendoza, 24 de diciembre de 1884-Buenos Aires, 21 de septiembre de 1939) fue un abogado y político argentino que fue gobernador de la provincia de Mendoza.

## Biografía
Nació en el departamento de Rivadavia, la provincia de Mendoza el 24 de diciembre de 1884. Era hijo de Guillermo A. Cano y Fidela Maldonado. Primero cursó estudios en el Colegio Nacional -hoy, Agustín Álvarez-. 
Al finalizar los estudios secundarios, partió hacia Buenos Aires en donde cursó en la Facultad de Derecho y Ciencias Sociales de la Universidad de Buenos Aires. En 1908, se graduó de abogado y al año siguiente se doctoró en jurisprudencia.
De regreso a la provincia, comenzó sus primeros pasos en la política.- Fue concejal municipal en 1909 y en 1914 fue elegido diputado provincial y llegó a ocupar la vicepresidencia del cuerpo.- Asimismo ocupó varios cargos de importancia en la administración provincial y como abogado se desempeñó como asesor de empresas e instituciones privadas.- En 1916 representó a su partido como convencional constituyente para la reforma de la Constitución Provincial.
Durante el gobierno de Ricardo Videla ocupó la cartera de Hacienda entre 1932 y 1934.
En 1935, fue elegido gobernador de la provincia, acompañándolo el doctor Cruz Vera como vice
Al finalizar su mandato se alejó de la provincia para radicarse en Buenos Aires donde falleció el 21 de septiembre de 1939.- Estaba casado con Matilde Máxima O’Donnell.-
Como dato curioso, cabe señalar que prestó juramento como gobernador ante la Suprema Corte de Justicia, en virtud de no haberse constituido aun la Legislatura. Inició su mandato continuando con la política del anterior gobernador. 
Por una iniciativa del doctor Cano, fue colocada en 1937 la piedra fundamental del barrio de Casas Colectivas. Emplazado en el noroeste de la Capital, sobre calle Boulogne Sur Mer. Hoy las conocemos como barrio Cano. La gobernación de CANO se caracterizó por una difícil situación financiera, y la decadencia de la vitivinicultura. La vitivinicultura pasó por una difícil situación por exceso de producción y consumo estancado. Declarándose la quiebra del Banco de Mendoza en 1938.

## La Fiesta Nacional de la Vendimia[4]
El gobernador Guillermo Cano y su ministro de Industrias y Obras Públicas, Frank Romero Day, habían viajado por Europa y presenciado una fiesta de la vendimia.  En el año 1936 firmaron el decreto nro. 87 para que la Fiesta de la Vendimia se realizara todos los años.
El 18 de abril de ese mismo año se llevó a cabo. Fue tan importante la convocatoria de la gente que, al año siguiente, el gobernador de la Provincia, Guillermo Cano, estableció que la realización de la Fiesta de la Vendimia fuese para el día 20 de marzo. Se le encomendó a la Dirección Provincial de Turismo el programa del acto y se instituyó una suma de 1.500 pesos de premio al mejor afiche y 1000 pesos a la mejor canción. [cita requerida]
Después de finalizar su mandato, en 1938, el doctor Guillermo Cano siguió desempeñándose en la actividad jurídica. Fue vicepresidente de la Federación Argentina y del Colegio de Abogados. También presidente del Colegio de Abogados de Mendoza en dos oportunidades. Editó un proyecto de Código en lo contencioso administrativo para Mendoza y diversas obras sobre temas jurídicos.

## La súbita muerte
Radicado en Buenos Aires, el 21 de setiembre de 1939, el doctor Guillermo Cano falleció como consecuencia de un ataque cardíaco.
Sus restos fueron velados en la residencia de sus familiares y luego trasladados a Mendoza. El féretro arribó a la provincia de Mendoza en tren.
El velatorio se realizó en la Casa de Gobierno, ubicada en calle Rivadavia entre Patricia Mendocinas y Bartolomé Mitre. Al otro día, sus restos fueron inhumados en el Cementerio capitalino.